# Gegesy Ferenc
Gegesy Ferenc (egyes forrásokban helytelenül Gegessy) (Segesvár, Románia, 1950. február 11. –) magyar matematikus, közgazdász, politikus, 1990 és 2010 között Budapest IX. kerületének polgármestere.

## Pályafutása
Édesanyjával 1960-ban költözött át a nagyszülőkhöz Magyarországra, iskoláit Budapesten járta. 1969-ben érettségizett a Móricz Zsigmond Gimnáziumban. A kötelező sorkatonai szolgálat teljesítése után felvették az Eötvös Loránd Tudományegyetem Természettudományi Kar matematika szakára, ahol 1975-ben kitűnő eredménnyel szerzett diplomát.

### Rendszerváltás előtti pályafutása
Diplomájának megszerzése után az Országos Tervhivatal Számítástechnikai Központjában kezdett el dolgozni, majd 1980-ban a hivatal beruházási főosztályára került. Időközben, 1977 és 1982 között a Marx Károly Közgazdaságtudományi Egyetem esti tagozatán tanult ipari tervező szakon. 1983-ban ledoktorált. 1988-ban a Központi Statisztikai Hivatal közgazdasági főosztályának helyettes vezetőjévé nevezték ki.

### Rendszerváltás utáni pályafutása
1989-ben lépett be a Szabad Demokraták Szövetségébe. Az 1990-es önkormányzati választáson pártja és a Fidesz jelöltjeként Budapest IX. kerületének polgármesterévé választották. 1994-ben az SZDSZ, az MDF, a KDNP és a Fidesz közös jelöltjeként sikeresen megvédte pozícióját. 1998-ban és 2002-ben pártja és az MSZP közös jelöltjeként választották a kerület polgármesterévé. 2005-ben rövid időre újra a Fidesszel együtt vezette a kerületet.
A 2006-os országgyűlési választáson pártja jelöltjeként Budapest 12. választókerületéből egyéni mandátumot szerzett. Az ugyanebben az évben tartott önkormányzati választáson az SZDSZ jelöltjeként ötödször megválasztották polgármesterré. 2008 szeptember 16-án bejelentette, hogy lemond országgyűlési mandátumáról és kilép az SZDSZ-ből, mert nem értett egyet a párton belül működő irányvonalakkal.
A 2010-es magyarországi önkormányzati választáson alulmaradt Bácskai Jánossal szemben.

## Családja
Nős, első házasságából négy gyermek született. 2004-ben újra megnősült, felesége gyermekeit közösen nevelik.

## Kötetei
- Rend és rendszer. Húsz év a polgármesteri székben; Ráday Könyvesház, Bp., 2016
- Kádártól Orbánig. A puha diktatúrától a demokratúráig – 50 év, ahogyan én átéltem; szerzői, Bp., 2020

## Díjai, elismerései
- 2003-ban megkapta a Közszolgálatért Érdemjel Aranyfokozatát és a Magyar Köztársasági Érdemrend lovagkeresztje kitüntetést.
- Ferencváros díszpolgára (2014.)[4]